# Danh lam Lịch sử Quốc gia Hoa Kỳ

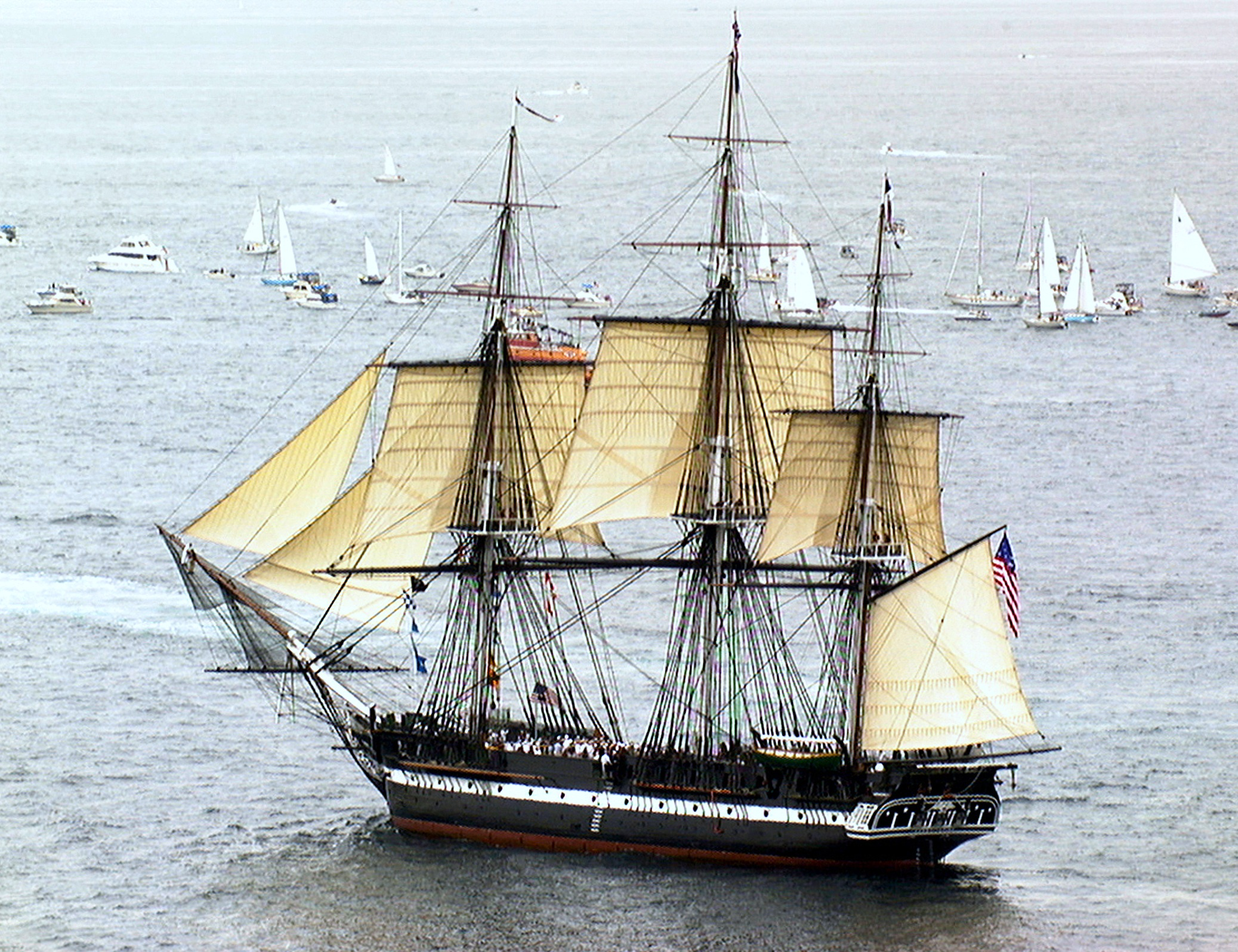
Chiến thuyền USS Constitution

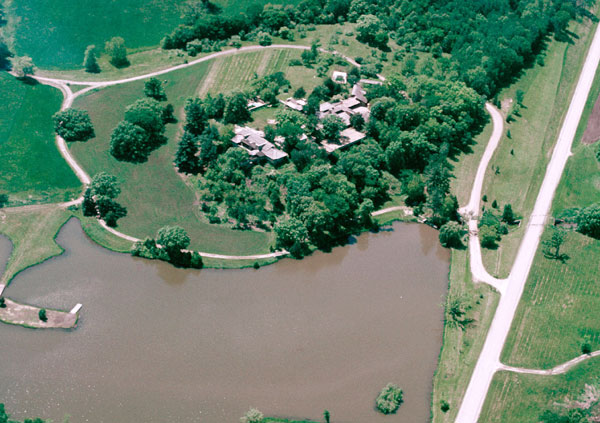
Căn nhà mùa hè của Frank Lloyd Wright là một Danh lam Lịch sử Quốc gia

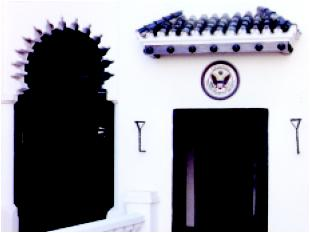
American Legation tại Tangiers, Morocco, là Danh lam Lịch sử Quốc gia Hoa Kỳ nằm ở ngoại quốc.

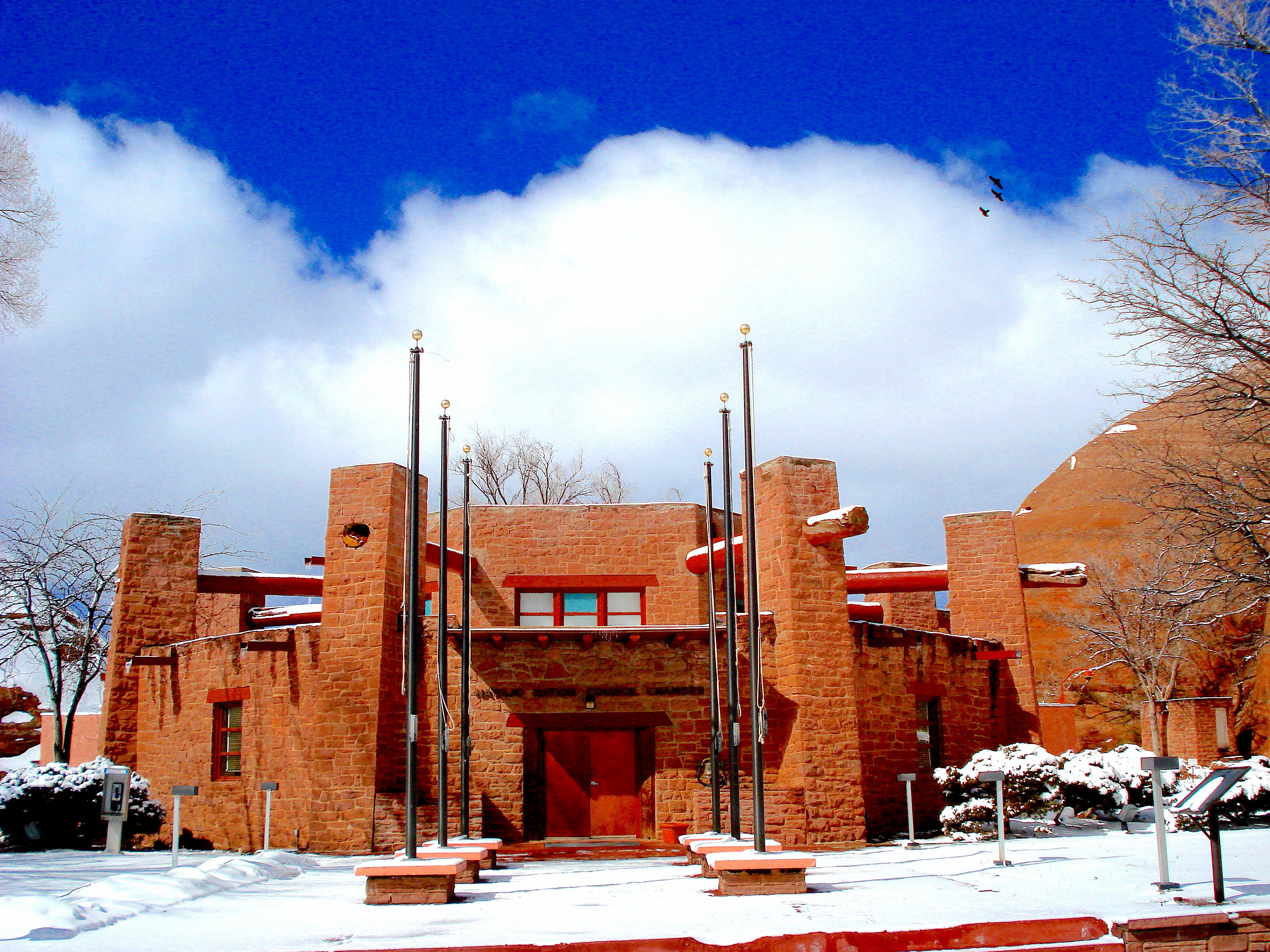
Phòng Hội đồng Xứ Navajo, bản doanh chính quyền của Xứ Navajo ở Window Rock, Arizona.

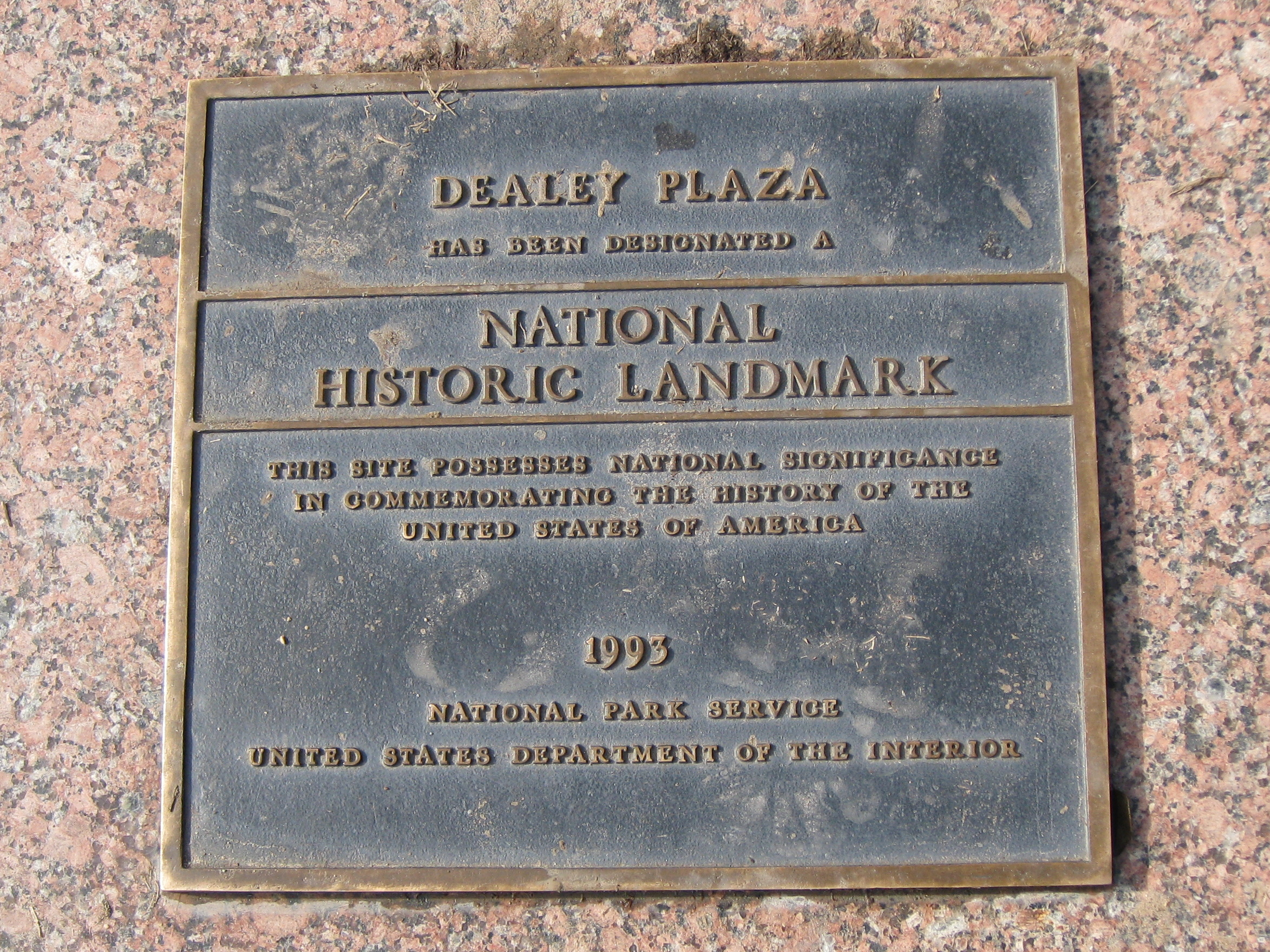
Bia "Danh lam Lịch sử Quốc gia" ở Dealey Plaza, Dallas Texas.

Một Danh lam Lịch sử Quốc gia (tiếng Anh: National Historic Landmark hay viết tắt là NHL) là một tòa nhà, địa danh, công trình xây dựng hay một khu vực được Chính phủ Liên bang Hoa Kỳ chính thức công nhận vì sự nổi bật của nó đối với lịch sử Hoa Kỳ. Trong số hơn 80.000 danh lam được ghi trong Sổ bộ Địa danh Lịch sử Quốc gia Hoa Kỳ thì chỉ có khoảng 2.430 được công nhận là Danh lam Lịch sử Quốc gia Hoa Kỳ.
Một Khu Danh lam Lịch sử Quốc gia (National Historic Landmark District hay viết tắt là NHLD) là một khu lịch sử được công nhận như một Danh lam Lịch sử Quốc gia. Nó có thể gồm có các tài sản có liên quan như tòa nhà, công trình xây dựng, địa phận hay hiện vật và cũng có thể bao gồm những tài sản không liên quan.

## Lịch sử
Ngày 9 tháng 10 năm 1960, Bộ trưởng Nội vụ Hoa Kỳ, Fred Andrew Seaton thông báo 92 tài sản được liệt kê thành Danh lam Lịch sử Quốc gia Hoa Kỳ. Trong số các danh lam đầu tiên là việc đề nghị Tượng đài và Mộ Trung sĩ Floyd tại Sioux City, Iowa chính thức được liệt kê thành Danh lam Lịch sử Quốc gia vào ngày 30 tháng 6 năm đó nhưng vì nhiều lý do khác nhau, việc thông báo lần đầu tiên cho công chúng biết về các đi tích lịch sử này bị trì hoãn.

## Tiêu chuẩn
Danh lam Lịch sử Quốc gia Hoa Kỳ do Bộ trưởng Nội vụ Hoa Kỳ ấn định theo các tiêu chuẩn sau:
- Những nơi xảy ra các sự kiện lịch sử nổi bật của quốc gia
- Những nơi mà những nhân vật nổi tiếng sống và làm việc;
- Những thần tượng có những ý tưởng làm thay đổi quốc gia;
- Những mẫu thiết kế hay những mẫu công trình xây dựng nổi bật;
- Những nơi có nét đặc trưng về một cách sống; hay
- Những nơi khảo cổ tiết lộ thông tin cổ xưa.

## Tổng quan các Danh lam Lịch sử Quốc gia Hoa Kỳ hiện tại
Trong số 2.442 danh lam lịch sử quốc gia như hiện nay, hơn 10 phần trăm nằm trong tiểu bang New York với 256 danh lam. Danh lam lịch sử quốc gia có tại tất cả 50 tiểu bang. Có 74 tại Đặc khu Columbia, 15 tại Puerto Rico và các lãnh thổ và thịnh vượng chung của Hoa Kỳ, 5 tại các quốc gia liên kết tự do với Hoa Kỳ như Liên bang Micronesia, và một tại Maroc.

Có 128 tàu và nơi tàu bị đắm được liệt kê như Danh lam Lịch sử Quốc gia.

## Thông tin khác
Khoảng phân nửa số Danh lam Lịch sử Quốc gia là do tư nhân làm chủ. Chương trình Danh lam Lịch sử Quốc gia dựa vào lời đề nghị của Cục Công viên Quốc gia Hoa Kỳ để liệt kê thêm những danh lam mới và Cục Công viên Quốc gia Hoa Kỳ cũng giúp đỡ trong việc bảo trì những danh lam này. Một nhóm hữu nghị gồm những người chủ và người điều hành các danh lam, Hội Tiếp viên Danh lam Lịch sử Quốc gia, làm việc để bảo trì, bảo vệ và quảng bá cho các danh lam lịch sử quốc gia.
Nếu chưa được ghi vào Sổ bộ Địa danh Lịch sử Quốc gia Hoa Kỳ, một Danh lam Lịch sử Quốc gia sẽ được tự động đưa vào sổ bộ đăng ký này sau khi được liệt kê là danh lam lịch sử quốc gia. Khoảng 3 phần trăm trong sổ bộ đăng ký này là Danh lam Lịch sử Quốc gia Hoa Kỳ.